# تقييم التعرض للحمية الغذائية في الولايات المتحدة
يتضمن تقييم التعرض للحمية الغذائية، تقييم الاستهلاك الغذائي وبيانات المخلفات الكيميائية مع الأخذ في الاعتبار العوامل الإضافية التي قد تؤثر على مجموعة محددة الاهتمامات من الأفراد أو من يمتلكون حساسية ما.
تشمل عملية إجراء تقييم التعرض للحمية الغذائية، تحديد البقايا الكيميائية في طعام معين أو أطعمة مختلفة، وحساب التعرض الغذائي لهذه المواد الكيميائية يُبنى على أساس بيانات الاستهلاك لطعام معين أو الأطعمة مختلفة، ويمكن تلخيص تقييم التعرض للحمية الغذائية في شكل أكثر بساطة، في الحساب التالي:
- التعرض للحمية الغذائية = استهلاك الطعام X تركيز المواد الكيميائية الغذائية

الغرض من حساب التعرض الغذائي لمادة كيميائية معينة أو ملوث هو امكانية مقارنة التعرض الغذائي التقديري مع معيار صحة الارتباط به، مثل الجرعة اليومية المقبولة، الجرعة المرجعية الحادة، أو الجرعة المرجعية، أو مستوى معروف يتسبب في آثار ضارة في دراسات الصحة الحيوانية أو الإنسانية. من هذه المقارنة، يمكن للفرد تقييم مخاطر الآثار الضارة من المواد الكيميائية أو الملوثات جراء التعرض لنظام غذائي ما.
يتضمن قياس التعرض لنظام غذائي غالبًا على استخدام النماذج. يعتمد اختلاف نماذج التعرض لحمية غذائية من حيث التعقيد، على المستوى أو على مستوى تفاصيل التقييم المستخدم. نماذج الطبقة السفلى قد تكون حتمية، وتستخدم تقديرات النقطة الواحدة للمدخلات في حين أن النماذج الطبقة العليا قد تكون أكثر عشوائية باستخدام المدخلات الاحتمالية. تحسب النماذج البسيطة للتعرض لأنظمة غذائية، من المدخول الغذائي المثير للاهتمام للمادة الكيميائية كناتج كتلة المادة الغذائية المستهلكة، وذلك خلال فترة زمنية محددة ومتوسط تركيز العنصر الملوث في المادة. يستخدم هذا النهج الأساسي أيضًا في نماذج أكثر تعقيدًا؛ وعلى الرغم من ذلك، تحسب المساهمات المختلفة للمواد الغذائية بأنواعها كمدخلات. يمكن التعبير عن مخرجات نماذج التعرض على أنها تقديرات أحادية النقطة أو كتوزيع احتمالي. وبشكل عام، كلما كانت بيانات المدخلات أكثر شمول وقوة، كلما كان تقدير التعرض أكثر دقة.
يُعد عرض النمذجة الغذائية أمرًا هامًا لدعم تقييمات المخاطر الغذائية. يمكن استخدام النماذج المتحقق منها في التعرض لنظام غذائي، في الدراسات الكلية على تناول الطعام، والتي تركز على مستوى التعرض للملوث من جميع مصادر الغذاء ويمكن استخدامها أيضًا في نماذج التعرض الكلي التي تشمل التعرض لمادة كيميائية أو ملوثة من خلال وسائل التعرض الإضافية، مثل الاستنشاق والجلد أو التعرض للاتصال الجلدي. ويضاف إلى ذلك، أن نماذج التعرض لأنظمة غذائية مفيدة في تحديد المجموعات المعرضة للخطر والمحتمل تعرضها للخطر في ما يسمى بـ «النقاط الساخنة». بالنسبة للوكالات الحكومية، فإن النمذجة الخاصة بالتعرض للغذاء مفيدة بشكل خاص في تقدير التعرض المحتمل لمادة كيميائية. وبالنسبة للوكالات الحكومية، فإن النمذجة الخاصة بالتعرض للأنظمة الغذائية مفيد بشكل خاص في تقدير التعرض المحتمل لمادة كيميائية خلال مراجعة ما قبل نزولها السوق. ومثال من مراجعة مثل هذه النماذج من شأنه تقييم مبيد جديد من قبل وكالة حماية البيئة، لتحديد ما إذا كان الاستخدام آمن أو لوضع لوائح للتحكم في الاستخدام.

## مكونات تقييم التعرض للحمية الغذائية

### بيانات الاستهلاك
من أجل تقييم التعرض لنظام غذائي، من الضروري فهم الاستهلاك الغذائي للسكان الذين تقيمهم. يجب أن يفهم الفرد النظام الغذائي للسكان المهتمين، بما في ذلك كمية وأنواع الأطعمة المستهلكة، وذلك من أجل تحديد كمية تعريض المادة الكيميائية على النظام الغذائي. كما يمكن الحصول على بيانات الاستهلاك الخاصة بالسكان المهتمين من خلال أنواع مختلفة من استبيانات الاستهلاك، وربما تكون متاحة في قواعد البيانات التي تحتفظ بها مختلف الوكالات الحكومية والمنظمات العالمية. وتعرض أنواع استبيانات الاستهلاك وبياناته في الأقسام التالية.

#### استطلاعات واستبيانات الاستهلاك
تُجرى الدراسات الاستقصائية عن استهلاك الأغذية من قبل الوكالات الحكومية والمنظمة العالمية من أجل الحفاظ على قواعد بياناتها الخاصة. وتجرى استطلاعات الاستهلاك بشكل مستقل للحصول على بيانات من أجل احتياجات تقييم محددة. تُستخدم أنواع مختلفة من الاستطلاعات للحصول على بيانات الاستهلاك. ومن المهم فهم نقاط القوة والضعف المرتبطة بالأنواع المختلفة من الاستطلاعات من أجل اختيار المسح المناسب وتفسير بيانات المسح الموجودة بشكل صحيح.

##### استطلاعات التموين الغذائي
تُجري في جميع أنحاء الدولة تقريبًا دراسات استقصائية عن الإمداد الغذائي، تعرف أيضًا باسم ميزانيات الأغذية أو بيانات اختفاء الأغذية. توفر هذه الاستطلاعات بيانات عن توافر الغذاء واختفائه، مقارنة باستهلاك الغذاء الفعلي. تسمح هذه المعلومات بالتقدير الغير المباشر للأطعمة التي يستهلكها سكان البلد ولكنه يكون كمتوسط استهلاك عام ولا يمثل اختلافًا في الاستهلاك الفعلي بين السكان. لا تحسب استطلاعات الإمداد الغذائي، إهدار الطعام أو معالجته، ولكنها تسمح بإجراء تقييمات على المستوى الدولي باستخدام بيانات قابلة للمقارنة.
تُنشئ بيانات التوريد الغذائي من المعادلة التالية:
- توافر الغذاء = (إنتاجية الغذاء + الواردات + بداية المخزون) – (الصادرات + نهاية المخزون + الاستخدامات الغير غذائية)[5]
- ثم يُحسب متوسط نصيب الفرد من الغذاء ذي الأهمية الخاصة عن طريق قسمة  «توافر الغذاء» على مجموع السكان.[5]

تُنشئ  بيانات الإمداد الغذائي في الولايات المتحدة، من قبل دائرة البحوث الاقتصادية التابعة لوزارة الزراعة الأمريكية. ويشار إلى أن كل من منظمة الأغذية والزراعة ومنظمة الصحة العالمية، يقومان بتجميع بيانات الإمدادات الغذائية للبلدان في جميع أنحاء العالم، أما  في أوروبا تقوم منظمة التعاون والتنمية في الميدان الاقتصادي والمكتب الإحصائي للمجتمعات الأوروبية بإجراء استطلاعات الإمدادات الغذائية.

##### استطلاعات جرد/ تخزين الأسر
المخزونات المنزلية تمثل ما هو الغذاء المتاح للأسرة. وقد تتضمن هذه الاستطلاعات: ما الطعام الذي يدخل المنزل؟، ومن أين يتم شرائه أو الحصول عليه؟،  وفيما يستخدم الطعام؟ وكيف يستخدم؟، ومن يستخدمه؟. وغالبًا ما يخزن كميات من الطعام.

##### استطلاعات الاستخدام المنزلي للطعام
عادة ما تشمل طرق مسح الاستخدام المنزلي حسابات الطعام، المخزون، وقوائم التسجيل التي تستخدم لحساب جميع المواد الغذائية المستخدمة في الأسرة خلال فترة المسح. يكمن قصور الدراسات الاستقصائية عن معرفة استخدام الأسر للغذاء في أنها لا تشمل الأغذية المستهلكة خارج المنزل، وغالبًا لا يحسب نفايات الطعام، ولا يمكن التمييز بين مختلف المجموعات السكانية الفرعية داخل الأسرة.

##### استطلاعات الاستهلاك الفردي
توفر دراسات الاستهلاك الفردي بيانات على مستوى المستهلك الفردي، وهذه الاستطلاعات يمكن أن تكون بأثر رجعي، أو محتملة، أو مزيج من الاثنين معًا. وتعبر الاستطلاعات الأكثر استخدامًا هي دراسات استرجاع الطعام بأثر رجعي أو دراسات سجل الغذاء المحتمل. تحصل استبيانات الاستهلاك الفردي على مذكرات من عينة احتمالية مستندة إلى السكان من الأفراد الذين يبلغون عن معلومات مفصلة عن استهلاكهم الغذائي حسب النوع.

#### قواعد بيانات الاستهلاك
تتاح قواعد بيانات استهلاك الغذاء من خلال مختلف الوكالات الحكومية، والمنظمات الدولية. ويفيد استغلال هذه البيانات عندما يكون من الصعب الحصول على بيانات جديدة للتقييم. ويعتبر اختيار قاعدة البيانات المناسبة أمرًا هامًا من أجل إجراء تقييم دقيق لاستهلاك السكان المستهدفين.

##### نظام بيانات توافر الغذاء بوزارة الزراعة الأمريكية
يُعتبر نظام بيانات توافر الغذاء بوزارة الزراعة الأمريكية واحد من المصادر الأساسية لتتبع استهلاك الغذاء في الولايات المتحدة. تعكس البيانات في قاعدة البيانات هذه كمية الطعام المتاحة للاستهلاك البشري في الولايات المتحدة وهي المصدر الوحيد لبيانات السلاسل الزمنية عن توفر الغذاء في الولايات المتحدة. تسجل قاعدة البيانات هذه بانتظام الأطعمة المستهلكة وتجميعها في حوالي 800 من الأغذية الأساسية مع السلع الزراعية الخام المماثلة. إن تحويل هذه الأغذية المستهلكة بانتظام إلى سلع زراعية خام يتيح سهولة الرجوع إلى مصادر البيانات مع قواعد بيانات المخلفات الكيميائية.

##### منظمة الصحة العالمية/ قاعدة بيانات الغذاء
تنفذ منظمة الصحة العالمية نظام مراقبة البيئة العالمي، فيما يعرف ببرنامج تقييم ومراقبة تلوث الأغذية، وهو مسئول عن تبليغ الحكومات والمؤسسات والجماهير عن مستويات واتجاهات الملوثات في الأغذية، ومساهمة ذلك في إجمالية التعرض للصحة البشرية وأهميته فيما يتعلق بالصحة العامة. وتشمل بيانات استهلاك الفرد من الغذاء مع الوجبات الغذائية على أساس بيانات الفرد التي تجمعها منظمة الأغذية والزراعة، وتوفر إحصاءات عن الإنتاج الغذائي السنوي للدولة ووارداته وصادراته المسجلة في قاعدة البيانات الإحصائية للمنظمة. وتشمل هذه القاعدة أيضًا، بيانات عن الاستهلاك الفردي للأغذية استنادًا إلى الدراسات الاستقصائية الوطنية، وقاعدة بيانات عن مستوى المواد الكيميائية في السلع الغذائية الأولية وكذلك في الأغذية التي يستهلكها المستهلك النهائي.

### المخلفات الكيميائية
من أجل تحديد مستوى التعرض الغذائي للمخلفات الكيميائية، يمكن قياس ذلك عن طريق تحديد طعام معين وقياس مستوى المخلفات فيه، أو يجب قياسه في مؤونة الغذاء بالكامل. ومن المهم فهم انه لكل مصدر من مصادر بيانات المخلفات الكيميائية لديه انحياز مميز أو قيد مثل القيد الجغرافي، محدودية السلع، تقييد المنهج التحليلي، أو قيود حجم العينة.

#### أنواع المخلفات
هناك مجموعة واسعة من أنواع المخلفات التي تُقيم في تقييم التعرض للغذاء. وهي تتضمن المواد الكيميائية الطبيعية، المواد الكيميائية المستخدمة عمدًا، والمواد الكيميائية المطبقة عن غير عمد. وبعض من أمثلة المواد الكيميائية تتضمن؛ مبيدات الآفات، مبيدات الأعشاب، ومبيدات الحشرات، ومبيدات الفطريات، أو مواد كيميائية الأخرى مستخدمة في الأغراض الزراعية.  وقد توجد هذه المخلفات الكيميائية كنتيجة للاستخدام المتعمد أو الغير متعمد عندما تحملها الرياح أو المياه بعيدًا عن المصدر. وربما تكون المخلفات الأخرى عبارة عن مضادات حيوية أو معادن ثقيلة مثل الرصاص، أو سموم طبيعية مثل؛ السموم الفطرية، فايكوتوكسن«مواد كيميائية سامة تم توليفها بواسطة الكائنات الحية الضوئية»، الفايتوتوكسن «هي مواد كيميائية سامة تنتجها النباتات».

#### قواعد بيانات المخلفات الكيميائية
على الرغم من أنه يمكن إنشاء بيانات المخلفات الكيميائية بشكل مستقل لأغراض بحث أو تقييم محدد، إلا أن المصادر الأولية لبيانات المخلفات الكيميائية هي قواعد بيانات مختلفة تحتفظ بها الوكالات الحكومية. وعادة ما تحتوي قواعد البيانات هذه على معطيات المخلفات الكيميائية الموجودة على السلع الزراعية الخام التي تجمع خلال المراقبة الروتينية والتطبيق.

##### دراسة النظام الغذائي الكلي
دراسة النظام الغذائي الكلي FDA، والمعروفة أيضًا باسم دراسة سلة السوق، يحدد مستويات الملوثات المختلفة مثل بقايا المبيدات، المواد الكيميائية الصناعية، والعناصر السامة، والمغذيات وغيرها من المواد الغذائية في الأطعمة. تُشترى الأطعمة التي تٌحلل على مستوى البيع بالتجزئة وتعد بحيث تستهلك قبل التحليل، لتكون النتائج التحليلية دليلًا على تقديرات واقعية للدخل الغذائي.

##### برنامج بيانات المبيدات التابع لوزارة الزراعة الأمريكية
يحتوي  برنامج بيانات مبيدات الآفات التابع لوزارة الزراعة الأمريكية، على قاعدة بيانات لمخلفات مبيدات الآفات في مستوى السلع الزراعية الخام. بدأت وزارة الزراعة الأمريكية في عام 1991 اختبار السلع في الإمدادات الغذائية الأمريكية لمخلفات المبيدات. ومنذ إقرار قانون حماية جودة الأغذية، كان اختبار الأطعمة التي يستهلكها الرضع والأطفال أحد محاور برنامج البيانات المشار إليه. وتعمل دائرة التسويق الزراعي التابعة للوزارة على برنامج المراقبة، التي تشترك فيها مع وكالات الدولة في جمع وتحليل بيانات مخلفات المبيدات. كما تستخدم وكالة حماية البيئة هذه البيانات لتعزيز برامجها من أجل سلامة الأغذية وتقييم التعرض الغذائي للمبيدات.

### معلومات إضافية
بالإضافة إلى بيانات استهلاك الغذاء وبيانات المخلفات الكيميائية، تقييمات التعرض للغذاء غالبًا ما تحتاج إلى دراسة عوامل أخرى في العالم الحقيقي قد تؤثر على مستوى التعرض أو تأثير سلبي لسكان معينين. يوجد من ضمن الأمثلة مثالان يشتركان في نفس المعلومات الإضافية ألا وهما؛ تقييم التعداد السكاني الذي يندرج تحت منظور التدقيق، وكذلك تقييم النقطة التي يجمع منها بيانات المخلفات مقارنة بكيفية استهلاك الطعام. وسيطرح هذين العاملين في الأقسام التالية.

#### الفئة المجتمعية الحساسة
يجب أن تأخذ تقييمات تعرض الغذاء للمواد الكيميائية في الاعتبار، حيث أن المجموعات الفرعية الحساسة من السكان مثل الرضع والأطفال والنساء المرضعات والمسنين، قد يكونوا عرضة للتأثر السلبي بهذه المواد مما يؤذي صحتهم. وقد تتعرض تلك الفئات إلى مستوى أكبر بكثير من المتوسط وذلك لأسباب مثل؛ الجغرافيا، أو الثقافة، أو الأنظمة الغذائية التقليدية. وعند توصيف التعرض، من الضروري تقييمه في سياق هذه الفئات السكانية الأكثر حساسية بالإضافة إلى عامة الناس.

#### السلع الزراعية الخام مقارنة بالأغذية المستهلكة
غالبًا ما تُجمع بيانات المخلفات الكيميائية من على السلع الزراعية الخام في وقت الحصاد، والتي لا تكون بالضرورة ممثلة أو تساوي لمستويات المخلفات الموجودة في وقت الاستهلاك. حيث يخضع تجهيز السلع وإعدادها لزيادة أو خفض مستوى المخلفات في وقت الاستهلاك، فعلى سبيل المثال؛ قد يؤدي جفاف منتج ما إلى زيادة تركيز بقايا المضادات الحيوية في حين أن غسل المنتجات قد يقلل من تركيز بقايا المبيدات. بما أن بيانات المخلفات الكيميائية تكون متاحة في الغالب فقط على مستوى السلع الزراعية الخام وبيانات الاستهلاك متاحة فقط للأطعمة المستهلكة، فإنه من الضروري التفرقة/ التغيير/ التمييز في البيانات بين الأغذية الخام والمستهلكة. ويمكن استكمال ذلك مع نماذج مخصصة أو مع قواعد بيانات وطنية.

##### مدخلات الغذاء وتحويلها إلى السلع التجزئة
تقوم وزارة الزراعة الأمريكية بـ تحويل الأغذية المستهلكة في المسوحات الغذائية الوطنية إلى السلع على مستوى التجزئة. طورت دائرة البحوث الزراعية التابعة لدائرة الزراعة الأمريكية وخدمة الأبحاث الاقتصادية، قواعد البيانات من ستة استطلاعات غذائية أجريت بين عامي 1994 و 2008. يحول الغذاء عن طريق هذه الدراسات إلى 65 سلعة على مستوى التجزئة مجمعة في ثمان فئات رئيسية.

## أمثلة نماذج التعرض للحمية الغذائية
تستكمل غالبًا تقييمات التعرض للغذاء باستخدام نماذج لمحاكاة التعرض. وبمجرد جمع بيانات الاستهلاك الغذائي وبيانات المخلفات الكيميائية وأي معلومات تكميلية إضافية، يمكن استخدام البيانات لنمذجة التعرض الغذائي للسكان الذين يهمهم نسبة المادة الكيميائية في الأغذية. تستخدم نماذج الكمبيوتر في الغالب للجمع بين البيانات الغذائية وبيانات المخلفات. يمكن تصميم نماذج خصيصًا للتطبيق معين وهناك نماذج قياسية متاحة يمكن استخدامها لتقييم التعرض للغذاء. وسيعرض بالتفصيل فيما يلي نموذجين من هذه النماذج.

### نموذج التعرض المحتمل للنظام الغذائي
نموذج التعرض المحتمل للنظام الغذائي هو نموذج التعرض للغذاء الخاص بوكالة حماية البيئة، يحتوي نظام قاعدة بيانات النموذج على العديد من الاستطلاعات الغذائية الوطنية التي ترعاها الحكومة وبيانات المخلفات الكيميائية من برامج المراقبة. يعبر عن الاستهلاك في هذا النموذج بـ 11 مجموعة غذائية تحتوي على 800 نوع من الأغذية الأساسية، التي اُختيرت للسماح بالمطابقة بين استهلاك الغذاء وبيانات المخلفات الكيميائية. أنشئت هذه 800 مادة غذائية أساسية من القيم الاستهلاكية المتوسطة لأكثر من ستة آلاف وسبع مئة من الأطعمة المحددة عادة في الدراسات الاستقصائية الغذائية. يَستخدم هذا النموذج معدلات استهلاك الفرد الواحد لهذه 800 غذاء أساسي  للسكان في الولايات المتحدة الأمريكية، وأيضًا لحوالي 24 مجموعة فرعية محددة بعوامل ديموغرافية مختلفة مثل الجنس والعمر والعرق. ويعتبر أحد المكونات الهامة للنموذج، هو الوصفات التي تحوّل الغذاء على النحو المستهلك من السلع الزراعية الخام التي تُجمع بيانات المخلفات الكيميائية منها. كما تحتوي قاعدة بيانات المخلفات الكيميائية على القيمة المتوسطة لأكثر من 350 مبيدًا وملوثًا للبيئة.
يعمل هذا النموذج عن طريق اختيار قاعدة بيانات استهلاك الغذاء، وقاعدة بيانات مخلفات المواد الكيميائية، وعدد السكان. وبناءً على هذه الاختيارات، يكون ناتج النموذج هو متوسط الاستهلاك اليومي لمادة كيميائية للفرد مع متوسط النظام الغذائي للسكان المختارين. يمكن تحديد نظام الحمية الغذائية بناءً على اختيار الأطعمة الأساسية، ومن ثم يمكن مطابقة الحمية مع بيانات المخلّفات واستخدامها لتقدير كمية التعرض.

### نموذج تقييم التعرض للحمية الغذائية
نموذج تقييم التعرض للحمية الغذائية هو نموذج يستند إلى الكمبيوتر طورته شركة Novigen Sciences. وهو يقدّر المُدخل الغذائي للنفايات الكيميائية ويوفر مخرجات تشمل تقديرات التعرض الغذائي لنطاقات زمنية مختلفة للسكان أو للأفراد. كما يحول هذا النموذج الغذاء المستهلك إلى السلع الزراعية الخام باستخدام وصفات قاعدة بيانات كمية السلع الغذائية في وكالة حماية البيئة الأمريكية (USDA-EPA).  ويستخدم النموذج تحليل مونت كارلو لتقديم تقييمات احتمالية للتعرض لمبيدات الآفات الغذائية. يستخدم مكتب وكالة حماية البيئة لبرامج مبيدات الآفات النموذج لتقييم كمية التعرض والمخاطر. يمكن استخدام النموذج لتحليل التعرض التراكمي عندما يجب تقييم العديد من المواد الكيميائية على أغذية متعددة لتقييم إجمالي التعرض. يمكن أيضًا استخدام برنامج نموذج التقييم مع Calendex وهو عبارة عن برنامج تقييم التعرض التراكمي الكلي المستخدم في الجمع بين التعرض الغذائي وغير الغذائي أو السكني.
1. 1 2 3 4 5 6  Baker S., Driver J., McCallum D.B. 2001. Residential Exposure Assessment: A Sourcebook. Kulwer Academic/Plenum Publishers: New York.
2. 1 2 3  Boisrobert C., Stepanovic., Oh S., Lelieveld H. 2009. Ensuring Global Food Safety: Exploring Global Harmonization. Academic Press: London.
3. 1 2 3 4 5 6 7 8 9 10 11 12 13 14  WHO. 2005. Principles of characterizing and applying human exposure models.
4. 1 2 3 4 5 6 7 8 9 10  Krieger R. 2001. Handbook of Pesticide Toxicology. Academic Press: San Diego, CA.
5. 1 2 3  Burcock G.A. 1997. Encyclopedia of Food and Color Additives. Vol 1. CRC Press, Inc. Boca Raton, FL.
6. ↑  USDA ERS. 2013. Food availability (per capita) data system: Food Availability Documentation. http://www.ers.usda.gov/data-products/food-availability-(per-capita)-data-system/food-availability-documentation.aspx#.Um1iQHQo5es [وصلة مكسورة] "نسخة مؤرشفة". مؤرشف من الأصل في 2016-10-18. اطلع عليه بتاريخ 2018-09-17.{{استشهاد ويب}}:  صيانة الاستشهاد: BOT: original URL status unknown (link)
7. 1 2 3  WHO. 2013. Global Monitoring System – Food Contamination Monitoring and Assessment Program. http://www.who.int/foodsafety/chem/gems/en/index.html "نسخة مؤرشفة". مؤرشف من الأصل في 2014-01-25. اطلع عليه بتاريخ 2018-09-17.{{استشهاد ويب}}:  صيانة الاستشهاد: BOT: original URL status unknown (link)
8. 1 2  Nutrition, Center for Food Safety and Applied. "Total Diet Study". www.fda.gov (بالإنجليزية). Archived from the original on 2019-04-22. Retrieved 2018-09-13.
9. 1 2 3  "Agricultural Marketing Service". www.ams.usda.gov (بالإنجليزية). Archived from the original on 2019-05-06. Retrieved 2018-09-13.

USDA Release 2011 Annual Summary for Pesticide Data Program Release Report confirms that U.S food does not pose a safety concern based upon pesticide residues
10. 1 2  "FICRCD Overview : USDA ARS". www.ars.usda.gov. مؤرشف من الأصل في 2016-04-06. اطلع عليه بتاريخ 2018-09-13.
11. 1 2 3 4 5 6 7 8 9  Krieger R. 2010. Hayes’ Handbook of Pesticide Toxicology Volume 1. Third edition. Academic Press: Burlington, MA. "نسخة مؤرشفة". مؤرشف من الأصل في 2018-07-26. اطلع عليه بتاريخ 2018-09-17.{{استشهاد ويب}}:  صيانة الاستشهاد: BOT: original URL status unknown (link)